# Plaxiphora murdochi
Plaxiphora murdochi är en blötdjursart som beskrevs av Suter 1905. Plaxiphora murdochi ingår i släktet Plaxiphora och familjen Mopaliidae. Inga underarter finns listade i Catalogue of Life.